# Ophisma teterrima
Ophisma teterrima là một loài bướm đêm trong họ Erebidae.